# Rage Software
Rage Software o Rage Games fue una desarrolladora de videojuegos británica. Fundada en 1992 en Liverpool, sus juegos se caracterizaban por el énfasis en los efectos gráficos y una jugabilidad arcade.
El primer videojuego que lanzaron fue Striker, un juego de fútbol, del cual se vendieron más de un millón de copias entre 1992 y 1994, y que situó a Rage en el grupo de cabeza de la industria de los videojuegos. Durante toda la década de los 90 la compañía vivió una rápida expansión, asociándose con varias distribuidoras para la comercialización de sus juegos. En 1996 salió a la bolsa, con el nombre de Rage Software plc. En 1999 volvió a registrarse como compañía con el nombre de and Rage Software Limited.
En el año 2000, la compañía trató de expandirse al campo editorial, para ser capaz de editar sus propios juegos, lo cual le supuso un importante gasto. Esto, sumado al desarrollo de algunos videojuegos que no vendieron lo esperado, como la franquicia de David Beckham, llevó a la compañía a la quiebra en 2003, provocando su cierre. Para entonces, era una de las mayores desarrolladoras del Reino Unido, con oficinas en Liverpool, Birmingham, Newcastle, Bristol y Warrington.
Algunos de los antiguos empleados formaron nuevas compañías, como Swordfish Studios en Birmingham, Juice Games en Warrington y Venom Games en Newcastle.

## Videojuegos

### 1992
- Striker (Amiga, Amiga CD32, Atari ST, PC, Mega Drive/Genesis, SNES, Sega Game Gear)

### 1993
- Ultimate Soccer (Mega Drive/Genesis, Sega Master System, Sega Game Gear)
- World Soccer '94: Road to Glory (SNES)

### 1994
- Elite Soccer (Game Boy)
- Power Drive (PC, Mega Drive/Genesis, SNES, Game Gear, Amiga, Amiga CD32)
- Striker Pro (CD-i)
- World Cup Striker (SNES)

### 1995
- Power Drive Rally (Atari Jaguar)
- Revolution X (PC, Mega Drive/Genesis, SNES, Sega Saturn, PlayStation)
- Striker 95 (PC)
- Striker – World Cup Special (3DO)

### 1996
- FIFA Soccer 97 (SNES)
- Striker '96 (PC, PlayStation)

### 1997
- AYSO Soccer '97 (PC))
- Darklight Conflict (PC, Sega Saturn, PlayStation)
- Doom port to Sega Saturn
- Jonah Lomu Rugby (Sega Saturn, PlayStation)
- Trash It (PC, Sega Saturn, PlayStation)

### 1998
- Dead Ball Zone (PlayStation)
- Incoming (PC, Dreamcast)
- Jeff Wayne's The War of the Worlds (PC)

### 1999
- Microsoft International Football 2000 (PC)
- Millennium Soldier: Expendable (PC, PlayStation, Dreamcast)
- UEFA Striker (PlayStation, Dreamcast)

### 2000
- Space Debris (PlayStation)
- Wild Wild Racing (PlayStation 2)
- Rage Rally (PC)

### 2001
- David Beckham Soccer (PlayStation, PlayStation 2, Game Boy Advance, Game Boy Color)
- Denki Blocks (Game Boy Color, Game Boy Advance)
- E-racer (PC)
- Eurofighter Typhoon (PC)
- Global Touring Challenge: Africa (PlayStation 2)
- Hostile Waters (PC)
- Off-Road Redneck Racing (PC)
- Pocket Music (Game Boy Color, Game Boy Advance)

### 2002
- Go! Go! Beckham! Adventure on Soccer Island (Game Boy Advance)
- Gun Metal, (PC, Xbox)
- Incoming Forces (PC)
- Midnight GT (PC)
- Mobile Forces (PC)
- Rocky (PlayStation 2, Xbox, Game Boy Advance, GameCube)
- Totaled! (PlayStation 2, Xbox)
- Twin Caliber (PlayStation 2)

### 2003
- Rolling (PlayStation 2, Xbox)